# Landesvereinigung Freie Wähler Bayern
Die Landesvereinigung Freie Wähler Bayern ist ein Landesverband der Partei Freie Wähler. Sie wurde 1997 als Wählervereinigung aus der Mitte des Landesverbands der Freien Wähler gegründet, der als Dachverband von Wählergruppen nicht an Landtagswahlen teilnehmen konnte. Landesvorsitzender ist Hubert Aiwanger, seit Mai 2019 ist Susann Enders neue Generalsekretärin.

## Profil

### Grundsätze
Die Freien Wähler vertreten, je nach Themengebiet, teils liberale (Stärkung von Bürger- und Menschenrechten, Mittelstandsförderung, öffentliche Haushaltsdisziplin), teils konservative (Personalaufstockung der Sicherheitskräfte, Drogenbekämpfung), teils sozialliberale (staatliche Daseinsvorsorge, Chancengleichheit in der Bildung, Wohnraumförderung) oder ökologisch-alternative Ziele (Energiepolitik, Wasserwirtschaft). Das hat den Freien Wählern vielfach den Vorwurf der Beliebigkeit oder des Populismus eingebracht; sie selbst begründen ihre fehlende klare Einordbarkeit in die Parteienlandschaft aber damit, eine pragmatische Politik jenseits ideologischer Festlegungen zu betreiben.

### Programmatik
Arbeitsschwerpunkte in der bayerischen Landespolitik waren seit 2008 die Bildungs- und Hochschulpolitik (Abschaffung der Studienbeiträge sowie des G8), die Förderung erneuerbarer Energien, die Hinterfragung von Großprojekten (Dritte Startbahn des Flughafens München, Donauausbau, Zweite Stammstrecke der S-Bahn München). Die Positionen sind beispielsweise in Themenpapieren der Landtagsfraktion oder in den Leitlinien der Landesvereinigung zur Landtagswahl 2013 einsehbar.

### Parteipolitik
Die Freien Wähler betonen ihr Interesse an parteiübergreifender Zusammenarbeit und verlangen von ihren Abgeordneten im Bayerischen Landtag nach eigenen Angaben kein geschlossenes Abstimmungsverhalten (Fraktionsdisziplin).
Nach der Landtagswahl 2018 erklärte Freie-Wähler-Chef Aiwanger gegenüber der Augsburger Allgemeinen, sich für den Landtag eine neue Umgangsform zu wünschen, und auch mit der AfD „eine konstruktive Zusammenarbeit“ zu pflegen. Bayern solle insgesamt bürgernäher werden.

## Organisation
Die Organe der Landesvereinigung sind laut ihrer Satzung der Vorstand, der erweiterte Vorstand und die Delegiertenversammlung.
Der Vorstand der Landesvereinigung setzt sich aus dem Landesvorsitzenden, vier gleichberechtigten Stellvertretern, dem Vorsitzenden der „Junge FW Bayern“, dem Schatzmeister, dem Rechtsreferenten und acht Beisitzern zusammen. Regional ist die Vereinigung in Landes-, Bezirks- und Kreisvereinigungen untergliedert.
| Bezirksvereinigung | Vorsitzender    |
| ------------------ | --------------- |
| München            | Michael Piazolo |
| Mittelfranken      | Steffen Schmidt |
| Niederbayern       | Ludwig Waas     |
| Oberbayern         | Florian Streibl |
| Oberfranken        | Manfred Hümmer  |
| Oberpfalz          | Tanja Schweiger |
| Schwaben           | Fabian Mehring  |
| Unterfranken       | Felix von Zobel |

## Geschichte
Mitte der 1990er Jahre wurde im Dachverband der Freien Wähler das Ziel einer Kandidatur für den Bayerischen Landtag ins Auge gefasst. Da Wahlvorschläge nach dem bayerischen Landeswahlgesetz nur von Parteien und Wählervereinigungen, nicht aber einem Dachverband eingereicht werden können, gründeten Mitglieder der kommunalen Wählergruppen 1997 zu diesem Zweck den Verein FW Freie Wähler Bayern e. V. Das Vorhaben war umstritten. In der entscheidenden Abstimmung am 15. März 1997 setzten sich die Befürworter allerdings mit 54,1 Prozent durch. Der Verein ging 2011 als Landesvereinigung Bayern in der Partei Freie Wähler (Bundesvereinigung) auf. Zweck der Landesvereinigung FW Bayern ist laut Satzung „die Mitwirkung auf den politischen Ebenen in kreisfreien Städten, Landkreisen, Bezirken, im Land, Bund und Europa“ (Artikel 1(5)).
Auch wenn die neue Vereinigung sich dezidiert als Wählergruppe und „Alternative zu den Parteien“ bezeichnete  und laut der Satzung der Wählergruppe vom 7. Juni 1997 nur parteilose Bürger als Mitglieder aufnahm, rückte sie durch ihre Mitgliederzahl, ihren Organisationsgrad, ihre Satzung und landespolitische Zielsetzungen tatsächlich in die Nähe einer Partei. 2011 wurde dieser Schritt auch formell vollzogen: Der Freie Wähler Bayern e. V. integrierte sich am 15. Dezember 2011 als „Landesvereinigung Bayern“ in eine neu gegründete, bundesweit agierende Partei „Freie Wähler“. Deren Gründung war notwendig geworden, um auch an Bundestagswahlen teilnehmen zu können. Auch diese Entscheidung war in den eigenen Reihen sehr umstritten und in der wissenschaftlichen Diskussion finden sich Stimmen, die negative Rückwirkungen auf die kommunalpolitischen Erfolge und das Selbstverständnis der Freien Wähler als ideologiefreie Alternative zu den etablierten Parteien sehen.
Erstmals traten die FW bei der Landtagswahl in Bayern 1998 an und erreichten dort 3,7 %. Bei der Wahl 2003 konnte der Stimmanteil leicht auf 4,0 % erhöht werden, der Einzug in den Landtag wurde auf Grund der Fünf-Prozent-Hürde jedoch erneut verpasst. Bei der Landtagswahl 2008 zogen die Freien Wähler schließlich mit 10,2 % der Wählerstimmen und 21 Mandaten in den Landtag ein und bilden dort nach CSU und SPD die drittstärkste Kraft. Bei den Landtagswahlen 2013 und 2018 konnten die Freien Wähler mit 9,0 % der Wählerstimmen und 19 Mandaten bzw. 11,6 % der Wählerstimmen und 27 Mandaten jeweils den dritten Platz behaupten. Die FW-Wählergruppe beteiligte sich seit 1998 auch bei den gleichzeitig mit den Landtagswahlen stattfindenden Wahlen zu den Bezirkstagen. Da hier keine Fünf-Prozent-Hürde gilt, zogen die Freien Wähler jeweils in mehrere Bezirkstage ein. Bei den Wahlen 2008 wurden insgesamt 24, 2013 noch 21 Mandate errungen. Seit der Bezirkstagswahl 2018 sind die Freien Wähler mit 32 Mandaten in den Bezirkstagen vertreten.
Am 2. November 2018 verkündeten CSU und Freie Wähler die Bildung einer Koalition in Bayern. Diese Koalition wurde nach der Landtagswahl 2023 fortgesetzt.

### Historische Wahlergebnisse (Landtag)
| Wahljahr | Ergebnis      | Ergebnis | Ergebnis | Ergebnis |
| Wahljahr | Gesamtstimmen | in %     | Sitze    | Tendenz  |
| -------- | ------------- | -------- | -------- | -------- |
| 1994     | 6.157         | 0,1      | 0        | ↗        |
| 1998     | 446.115       | 3,7      | 0        | ↗        |
| 2003     | 411.306       | 4,0      | 0        | ↗        |
| 2008     | 1.085.896     | 10,2     | 21       | ↗        |
| 2013     | 1.062.553     | 9,0      | 19       | ↘        |
| 2018     | 1.572.792     | 11,6     | 27       | ↗        |
| 2023     | 2.163.353     | 15,8     | 37       | ↗        |